# BU Весов
BU Весов (лат. BU Librae) — одиночная переменная звезда в созвездии Весов на расстоянии (вычисленном из значения параллакса) приблизительно 52606 световых лет (около 16129 парсеков) от Солнца. Видимая звёздная величина звезды — от +16,3m до +14,9m.

## Характеристики
BU Весов — пульсирующая переменная звезда типа RR Лиры (RRAB).